# (500365) 2012 TT36
(500365) 2012 TT36 es un asteroide perteneciente al cinturón de asteroides, descubierto el 13 de septiembre de 2007 por el equipo del Spacewatch desde el Observatorio Nacional de Kitt Peak, Arizona, Estados Unidos.

## Designación y nombre
Designado provisionalmente como 2012 TT36.

## Características orbitales
2012 TT36 está situado a una distancia media del Sol de 2,970 ua, pudiendo alejarse hasta 3,456 ua y acercarse hasta 2,484 ua. Su excentricidad es 0,163 y la inclinación orbital 4,414 grados. Emplea 1870,18 días en completar una órbita alrededor del Sol.
El próximo acercamiento a la órbita de Júpiter se producirá el 27 de abril de 2077.

## Características físicas
La magnitud absoluta de 2012 TT36 es 17,3.